# Amipsia
Amipsia (in greco antico: Ἀμειψίας?, Ameipsías; in latino Amipsias; Atene, anni 440 a.C. – dopo il 414 a.C.) è stato un drammaturgo greco antico.

## Biografia
Ateniese, poeta comico, Amipsia fu contemporaneo di Aristofane, che fu battuto da lui due volte nelle gare drammatiche. Il suo Konnos (Κόννος), infatti, vinse il secondo premio alle Dionisie cittadine nel 423 a.C., quando Aristofane arrivò terzo con Le nuvole, mentre vinse nel 414, nella competizione in cui Gli uccelli furono sconfitti. Per questo motivo, fu accusato da Aristofane di comicità banale.

## Commedie
Di Amipsia sono pervenuti 39 frammenti e 6 titoli di commedie: Ἀποκοτταβίζοντες (Gli uomini che giocano al cottabo); Κατεσθίων (anche se questa attribuzione è considerata dubbia da molti studiosi); Κόννος (423 a.C.); Μοιχοί (Gli adulteri); Σαπφώ (Saffo); Σφενδόνη (La fionda); I comasti (primi nell'agone del 414 a.C.).
Come detto, il Conno arrivò secondo alle Grandi Dionisie del 423 a.C. ed aveva, probabilmente, Socrate come bersaglioː è, infatti, almeno certo che Socrate fosse un personaggio della commedia e che il coro fosse costituito da Φροντισταί.